# Ax (personaggio)
Aximili-Esgarrouth-Isthill, detto Ax, è un personaggio della serie di libri per ragazzi Animorphs, di K.A. Applegate. È l'unico membro non umano degli Animorph. Compare per la prima volta nella serie nel quarto volume Il Messaggio.

## Biografia
Ax è il secondo figlio di Noorlin-Sirinial-Cooraf (padre) e di Forlay-Esgarrouth-Maheen (madre) e fratello di Elfangor-Sirinial-Shamtul, il principe andalita che ha dato agli Animorph il potere della metamorfosi. Come tutti gli Andaliti assomiglia a una specie di centauro, con un tronco da umano e quattro zampe simili a quelle di un cavallo o di un cervo, dotate di zoccoli, attraverso i quali mangia e beve. Il suo pelo è blu e la sua coda termina in una lunga lama affilata che utilizza come arma. La sua faccia è vagamente simile a quella degli umani, a parte l'assenza della bocca e la presenza di due cavità al posto del naso. Sulla sommità della testa Ax possiede due peduncoli, ognuno terminante in un occhio, che può ruotare in ogni direzione. Le sue mani sono deboli e delicate e possiedono sette dita. Non si sa quanti anni abbia, ma la sua età equivale ai 13-14 anni degli umani.
Ax, educato secondo la morale guerriera andalita, ha imparato nel suo pianeta a combattere usando la propria pericolosa coda, per cui non ha bisogno di ricorrere alla metamorfosi per combattere (per gli Andaliti la metamorfosi non è un'arma, bensì solo un modo per passare inosservati negli altri pianeti). Alla sua giovane età, tuttavia, Ax è ancora considerato un aristh, un cadetto, cosa che contribuisce a farlo sentire inferiore a suo fratello, famoso tra gli Andaliti per le sue imprese.
Ax finisce sulla Terra lo stesso giorno in cui Jake, Rachel, Tobias, Cassie e Marco ricevono il potere della metamorfosi. Durante la battaglia nello spazio tra le astronavi Yeerk e Andalite, Ax, che si trovava nella stessa nave da guerra con il fratello, viene mandato in una navetta di salvataggio, essendo troppo giovane per combattere. Questa però viene colpita dagli Yeerk e precipita sulla Terra, in fondo all'oceano. Ax, disperato, invia particolari messaggi telepatici indirizzati a chiunque sia in possesso del potere della metamorfosi, credendo di contattare così i suoi compagni Andaliti. Il messaggio viene invece percepito da due degli Animorph, Cassie e Tobias, che insieme ai loro compagni trarranno in salvo Ax dal fondo dell'oceano.
Sono gli Animorph a raccontare ad Ax come suo fratello, poco prima di morire ucciso da Visser III, abbia consegnato loro il potere della metamorfosi.
Inizialmente tra Ax e gli Animorph vi è una certa tensione, in quanto il giovane Andalita non fornisce ai suoi amici quasi nessuna informazione utile riguardante gli Yeerk o gli Andaliti, essendo costretto dalle leggi del suo mondo a non aiutare in nessun modo lo sviluppo di altre specie senzienti (come fecero incautamente gli Andaliti con gli Yeerk), ma alla fine, nel volume L'Alieno deciderà di essere più aperto con loro, cancellando gli attriti che si erano creati.
Nonostante la società andalita sia di tipo militare Ax considera gli umani una delle specie più violente e più intolleranti della galassia, essendo rimasto esterrefatto dalle continue guerre che gli umani si sono fatti tra di loro nel corso dei secoli, mentre è affascinato dalla rapidità con cui è avvenuto il progresso tecnologico sulla Terra, rispetto al pianeta degli Andaliti. Una cosa che invece adora degli umani è il cibo. Quando è in metamorfosi umana Ax non può fare a meno di provare il senso del gusto, che agli Andaliti manca, mangiando cioccolato, ciambelle alla cannella, ma anche sigarette raccolte da terra o olio per le macchine. Un'altra mania di Ax è il giocare con i suoni che la bocca produce, dal momento che quando è in sembianze andalite comunica telepaticamente. La sua metamorfosi umana è un misto del DNA di Jake, Cassie, Rachel e Marco: il risultato è un ragazzo somigliante a tutti e quattro, e dai lineamenti piuttosto androgini.
Alla fine della guerra, nell'ultimo libro della serie (The Beginning, inedito in Italia), Ax torna sul suo pianeta natale, dove viene promosso al rango di "principe" e riconosciuto come il maggiore esperto di umani del suo pianeta. Anni dopo, mentre si trova in una nave spaziale da lui comandata, questa viene "assimilata" da una misteriosa creatura aliena chiamata "The One". Non verrà mai rivelato se sia sopravvissuto.

## Rapporti con gli altri Animorph
- Jake: inizialmente non c'è molto più che rispetto reciproco tra Ax e Jake. Ax ha una profonda devozione nei confronti di Jake, che considera il proprio "principe", il modo in cui gli Andaliti chiamano i propri comandanti. Solo con il progredire della serie si svilupperà un autentico sentimento di amicizia tra i due.
- Rachel: Rachel è inizialmente molto diffidente nei confronti di Ax, ma i loro rapporti migliorano quando Ax per primo inizia a fidarsi dei suoi amici umani. Nel corso della serie, comunque, non sviluppano mai un rapporto strettissimo. Nei libri in cui sono narratori, Rachel si limita ad apprezzare le abilità da guerriero di Ax, mentre Ax, invece, con il progredire della storia, considererà la sete di sangue di Rachel pericolosa e inadatta a un guerriero.
- Tobias: da quando si trasferisce nella foresta dove vive Tobias, Ax diventa il suo migliore amico e spesso nei libri da lui narrati, Ax si riferisce a Tobias definendolo il suo shorm, termine andalita che indica appunto un'amicizia particolarmente profonda. I due sono legati dal fatto di essere gli unici non umani tra gli Animorph e condividono la condizione di isolamento dagli individui della loro specie: Ax si trova a numerosi anni luce lontano da casa, mentre Tobias è costretto a vivere al di fuori dalla società umana e a condurre un'esistenza da animale.
- Cassie: Cassie, come Jake e Tobias, si dimostra subito amichevole nei confronti di Ax, seppure il suo rapporto con lui non sia stretto come quello tra Ax e Tobias. Cassie e Ax non litigano mai nel corso della serie fino al volume Il Sacrificio, quando Cassie confessa agli altri Animorph di avere lasciato che Tom rubasse la Scatola Azzurra: in tale occasione Ax prova una grande collera nei suoi confronti e si chiede se quello che sta provando sia odio. Dopo un po' di tempo, comunque, Ax capirà di volerle ancora bene.
- Marco: all'inizio Marco è il più ostile degli Animorph nei confronti di Ax, data la sua natura sospettosa; con il procedere della serie, tuttavia, i due Animorph si avvicinano notevolmente l'uno all'altro, soprattutto dopo che Marco sarà costretto a fingersi morto e darsi alla clandestinità, cosa che lo porterà ad andare a trovare molto spesso Ax nella sua radura.

## Metamorfosi di Ax
In ordine di acquisizione:
- Diverse metamorfosi acquisite sul pianeta degli Andaliti[1]
- Squalo tigre[2]
- Umano #1 (un misto del DNA di Cassie, Marco, Jake e Rachel)[2]
- Aragosta[3]
- Formica[3]
- Albanella[3]
- Scarafaggio[4]
- Mosca[4]
- Umano #2 (Jake)[4]
- Topo[5]
- Pulce[5]
- Serpente a sonagli[1]
- Termite[6]
- Gufo cornuto[6]
- Puzzola[6]
- Ragno lupo[7]
- Pipistrello[7]
- Scimmia ragno (non più utilizzabile)[8]
- Giaguaro (non più utilizzabile)[8]
- Cavallo[9]
- Gabbiano[10]
- Squalo martello[10]
- Talpa[11]
- Zanzara[12]
- Leeran (non più utilizzabile)[12]
- Delfino[13]
- Tyrannosaurus rex (non più utilizzabile)[13]
- Umano #3 (un terrestre-controller sconosciuto)[14]
- Elefante africano[15]
- Foca[16]
- Orso polare (Nanook)[16]
- Calamaro gigante[17]
- Scimpanzé[18]
- Mucca[18]
- Bue[18]
- Hork-Bajir (Jara Hamee)[19]
- Capra[19]
- Scoiattolo[20]
- CacatuidaeCacatua[20]
- Orca (Swoosh)[21]
- Ghepardo[22]
- Ape[23]
- Taxxon[24]
- Umano #4 (Joseph Felitti)[25]
- Umano #5 (un soldato sconosciuto)[25]
- Umano #6 (Ammiraglio Carrington)[25]
- Umano #7 (un pilota sconosciuto)[25]
- Castoro[26]
- Anatra[27]
- Procione[28]